# Caryophanales
Ordre
Synonymes
- Desulfuribacillales Sorokin et al. 2021
- Bacillales Prévot 1953
- Plectridiales Prévot 1938

Les Caryophanales – anciennement Bacillales – sont un ordre de bactéries à Gram positif de la classe des Bacilli. Son nom provient de Caryophanon qui est le genre type de cet ordre.

## Taxonomie

### Étymologie
L'étymologie de l'ordre Caryophanales est la suivante :  Ca.ry.o.pha.na’les N.L. neut. n. Caryophanon, genre type de l'ordre; L. fem. pl. n. suff. -ales, suffixe pour désigner un ordre; N.L. fem. pl. n. Caryophanales, ce qui signifie l'ordre de Caryophanon,.

### Nomenclature
Cet ordre est proposé dès 1939 par M.A. Peskhoff pour recevoir le genre Caryophanon et la famille des Caryophanaceae décrits simultanément. Il n'est validé qu'en 1980 par son inclusion dans les Approved Lists of Bacterial Names publiées dans l'IJSEM.
En 2019 B.J. Tindall expose les conséquences en termes de nomenclature d'une application rigoureuse des règles de l'ICSP. Si Bacillus et Caryophanon sont placés dans le même taxon, les ordres dont ils sont les genres types – respectivement, Bacillales et Caryophanales – deviennent des synonymes hétérotypiques (règle n°24a du code de nomenclature bactérienne, révision 2008) et le nom retenu pour l'ordre ou la famille dans laquelle ils sont réunis est déterminé par l'ordre de priorité de publication des deux noms (règles n°24b(1) et 38 du même code). L'auteur conclut que, Caryophanales Peshkoff 1939 étant antérieur à Bacillales Prévot 1953, c'est le premier nom qui doit être retenu. Ce raisonnement est suivi par la LPSN (7 décembre 2022) qui présente Caryophanales comme le nom correct du taxon et Bacillales comme un synonyme.

## Liste des familles
Selon la LPSN (9 mars 2025) :
- Alicyclobacillaceae da Costa & Rainey 2010
- Bacillaceae Fischer 1895
- Caryophanaceae Peshkoff 1939
- Cytobacillaceae Li et al. 2024
- Desulfuribacillaceae Sorokin et al. 2021
- Fictibacillaceae Chuvochina et al. 2024
- Listeriaceae Ludwig et al. 2010
- Paenibacillaceae De Vos et al. 2010
- Pasteuriaceae Laurent 1890
- Sporolactobacillaceae Ludwig et al. 2010
- Staphylococcaceae Schleifer & Bell 2010
- Thermicanaceae Chuvochina et al. 2024
- Thermoactinomycetaceae Matsuo et al. 2006